# Галогениды
Галогени́ды, галоиды (от греч. ἅλς — соль и греч. γενῄς — рождающий, рождённый) — соединения галогенов с другими химическими элементами или радикалами. При этом галоген, входящий в соединение, должен быть более электроотрицательным, чем другой элемент соединения, то есть проявлять степень окисления, равную -1; так, оксид брома не является галогенидом.
Галогенид-ион — отрицательно заряженный атом галогена.

## Описание и классификация
По участвующему в соединении галогену галогениды также называются фторидами, хлоридами, бромидами, иодидами и астатидами. Наиболее известны под этим названием галогениды серебра благодаря массовому распространению плёночной галогеносеребряной фотографии.
Соединения галогенов называются интергалогенидами, или межгалоидными соединениями (например, пентафторид иода IF5).
Существуют и смешанные галогениды (например, SiClBr3)
В галогенидах галоген обычно имеет отрицательную степень окисления, равную −1, а элемент — положительную. Тем не менее, это не является аксиомой, и в межгалогенных соединениях у одного из галогенидов степень окисления оказывается положительной и равной +1, +3, +5 и в гептафториде иода IF7 степень окисления иода доходит до +7.
Гелий, неон и аргон не образуют галогенидов.

## Использование
Используются в химической промышленности для получения галогенов, щелочных и щёлочноземельных металлов.
Галогениды применяются при создании газоразрядных ламп (металлогалогенные лампы), используемых для уличного освещения.